# Nikolaj Kostov
Nikolaj Nikolov Kostov (in bulgaro Николай Николов Костов?; Dobrič, 2 luglio 1963) è un allenatore di calcio ed ex calciatore bulgaro, di ruolo attaccante.

## Carriera

### Giocatore
In carriera ha giocato complessivamente una partita in Coppa dei Campioni e 2 partite in Coppa UEFA.

## Palmarès

### Allenatore

#### Club
- Coppa di Cipro: 1

Anorthōsis: 2001-2002